# Yasothon Province Stadium
Das Yasothon Province Stadium (thailändisch สนามกีฬาจังหวัดยโสธร), auch bekannt als Suan Phayathan Stadium (thailändisch สวนพระญาแถน), ist ein Fußballstadion mit Leichtathletikanlage in der thailändischen Stadt Yasothon. Es ist die Heimspielstätte des Fußballvereins Yasothon FC, der momentan in der Thai League 3, der dritthöchsten Liga des Landes, spielt. Das Stadion hat ein Fassungsvermögen von 5000 Personen. Eigentümer der Sportanlage ist die Provinz Yasothon.